# Pasighat Airport
Pasighat Airport är en flygplats i Indien.   Den ligger i distriktet East Siang och delstaten Arunachal Pradesh, i den östra delen av landet, 1 800 km öster om huvudstaden New Delhi. Pasighat Airport ligger 156 meter över havet.
Terrängen runt Pasighat Airport är varierad. Runt Pasighat Airport är det ganska tätbefolkat, med 93 invånare per kvadratkilometer. Närmaste större samhälle är Pāsighāt, 0,86 km väster om Pasighat Airport. Trakten runt Pasighat Airport består i huvudsak av gräsmarker.